# Avnøgård
Avnøgård (tidligere stavet Agnø) er en hovedgård i Køng Sogn i det tidligere Hammer Herred Præstø Amt, nu i Vordingborg Kommune, beliggende ved halvøen Avnø, syd for Næstved.
Den var en af de 12 hovedgårde, hvori Vordingborg Rytterdistrikt deltes ved auktionen 1774. Avnø købtes af baron Reinhard Iselin og oprettedes 1781 tillige med Rosenfeldt til et stamhus, der dog allerede 1803 blev erstattet af en fideikommiskapital.
55°5′19″N 11°46′3″Ø / 55.08861°N 11.76750°Ø
|  | Denne artikel om en bygning eller et bygningsværk kan blive bedre, hvis der indsættes et (bedre) billede. Du kan hjælpe ved at afsøge Wikimedia Commons for et passende billede eller lægge et op på Wikimedia Commons med en af de tilladte licenser og indsætte det i artiklen. |